# Говорит и показывает
«Говорит и показывает» — тринадцатый музыкальный альбом, записанный рок-группой «Пикник» в 2003 году. С этим альбомом «Пикник» совершил турне по стране.
В этом альбоме впервые появляется песня «Я почти итальянец», написанная ещё в 1986 году и вошедшая в магнитоальбом «Иероглиф». Песня была раскритикована за содержание текста Артуром Макарьевым на пластинке «Место встречи. Дискотека 3» в 1987 году.

## Список композиций
| №   | Название                           | Длительность |
| --- | ---------------------------------- | ------------ |
| 1.  | «Серебра!»                         | 4:25         |
| 2.  | «Говорит и показывает»             | 4:22         |
| 3.  | «Побежать бы за леса-горы»         | 4:59         |
| 4.  | «Клянись же, ешь землю»            | 4:11         |
| 5.  | «До Содома далеко»                 | 5:22         |
| 6.  | «Пентакль»                         | 5:08         |
| 7.  | «Я почти итальянец»                | 4:23         |
| 8.  | «Знаки в окне»                     | 3:27         |
| 9.  | «Иероним»                          | 4:59         |
| 10. | «Настрадался Нострадамус от людей» | 2:50         |

## В создании участвовали
- Музыка, слова и худ. оформление, вокал, гитары, соло: Эдмунд Шклярский
- Сергей Воронин — клавишные, синтезатор и сэмплы
- Леонид Кирнос — ударные
- Марат Корчемный — бас-гитара, бэк-вокал
- Фото: Алекс Федечко-Мацкевич, Игорь Колбасов
- Компьютерная вёрстка: Михаил Архипов